# Río San Francisco (Bogotá)
El San Francisco o Vicachá es un curso fluvial que atraviesa la sabana de Bogotá de este a oeste y que está estrechamente relacionado con la historia de la ciudad. Este marcaba el límite norte de la Bogotá en sus años de fundación colonial. Nace en el páramo de Cruz Verde y baja desde el cerro de Monserrate. Al llegar a la ciudad es canalizado. En la actual avenida Jiménez con calle Sexta confluye por debajo de la tierra con el río San Agustín.

## Reseña histórica
Originalmente era conocido por los pueblos indígenas que habitaban la sabana de Bogotá como río Vicachá que significa "El resplandor de la noche". Era el río más caudaloso de la región y durante sus primeros siglos, abasteció de agua a toda la ciudad, sirviendo su curso como límite sur a la jurisdicción de la parroquia de Las Nieves.
Con el establecimiento de la comunidad religiosa franciscana en 1550 y la construcción de la iglesia de San Francisco en la ribera norte, el río Vicachá adoptaría el nombre de San Francisco.
Durante la década de 1930 el río fue canalizado y en su lugar se estableció la Avenida Jiménez. Entre 1999 y 2001 se construyó el Eje Ambiental recuperando un fragmento de su trazado original.

## Cauce
Nace en el páramo de Cruz Verde y se extiende desde el cerro de Monserrate, recibe el caudal de las quebradas San Bruno y Guadalupe y del río San Agustín en la actual avenida Caracas con calle Sexta, no lejos del actual edificio de Medicina Legal. 
Posteriormente sigue canalizado y subterráneo por toda la avenida de Los Comuneros (calle Sexta). Es visible en la carrera 24. Se desvía a la avenida calle Tercera entre las carreras Treinta y siete y Treinta y nueve. Recibe las aguas servidas de los barrios Primavera, Jazmín, Galán, San Rafael y Pradera. Atraviesa la localidad de Puente Aranda y la avenida carrera 68 para unirse a la altura de la calle Cuarta con la Avenida Carrera 68 al río Fucha.

## Puentes
En el río San Francisco se estableció un sistema constituido por los siguientes dieciocho puentes, de los cuales 15 fueron construidos antes de 1886.

### Arriba de la carrera 7

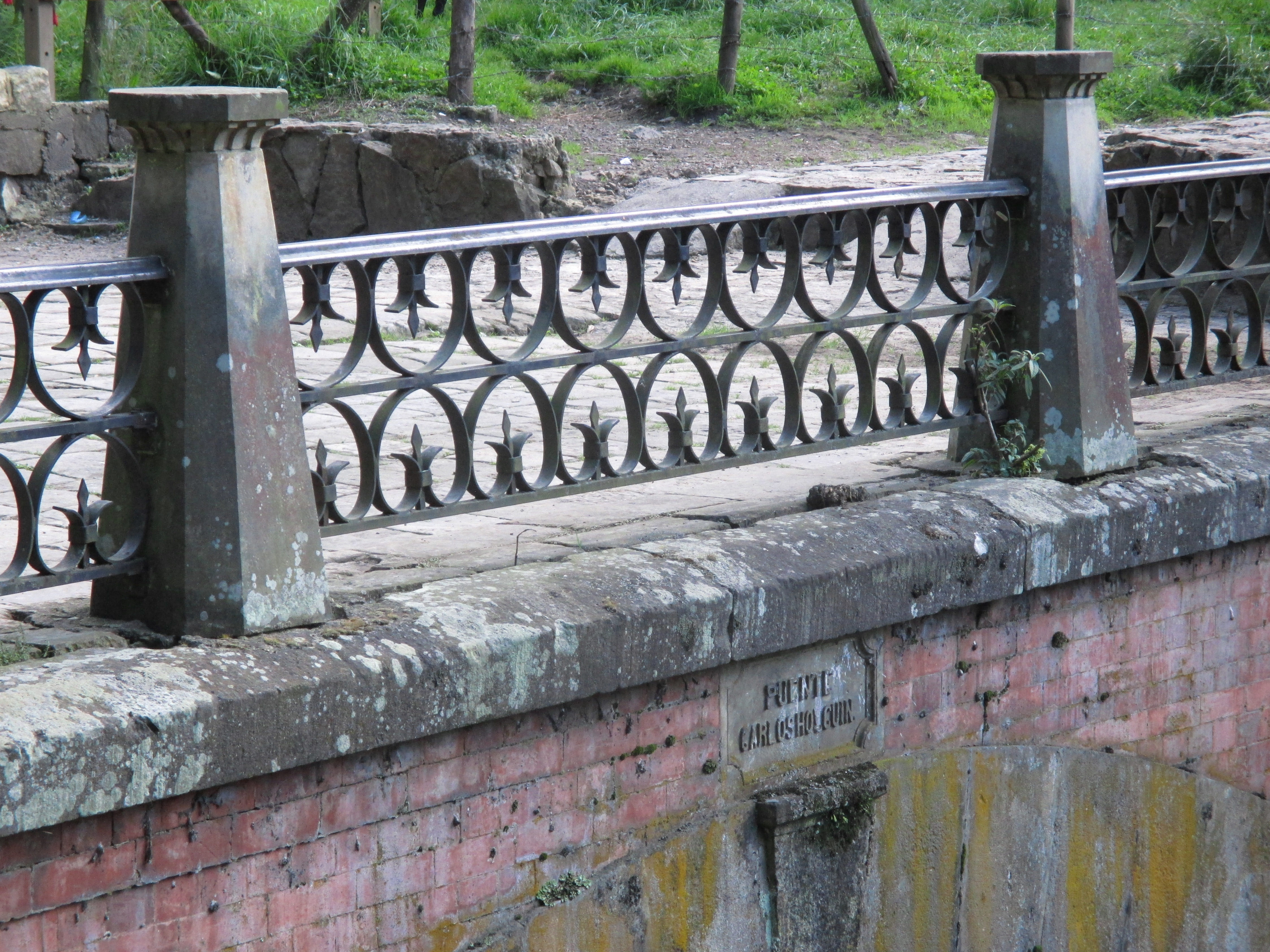
Barandas del Puente Carlos Holguin.

- Barandas del Puente Carlos Holguin.Puente Holguín, 1890: Paseo agua nueva (actual estación de teleférico de Monserrate).
- Puente del Libertador, 1890: carrera 1 con calle 21.
- Puente de Las Aguas, 1901: calle 19 con carrera 3.
- Puente de Colón, 1870: calle 18 con carrera 3.

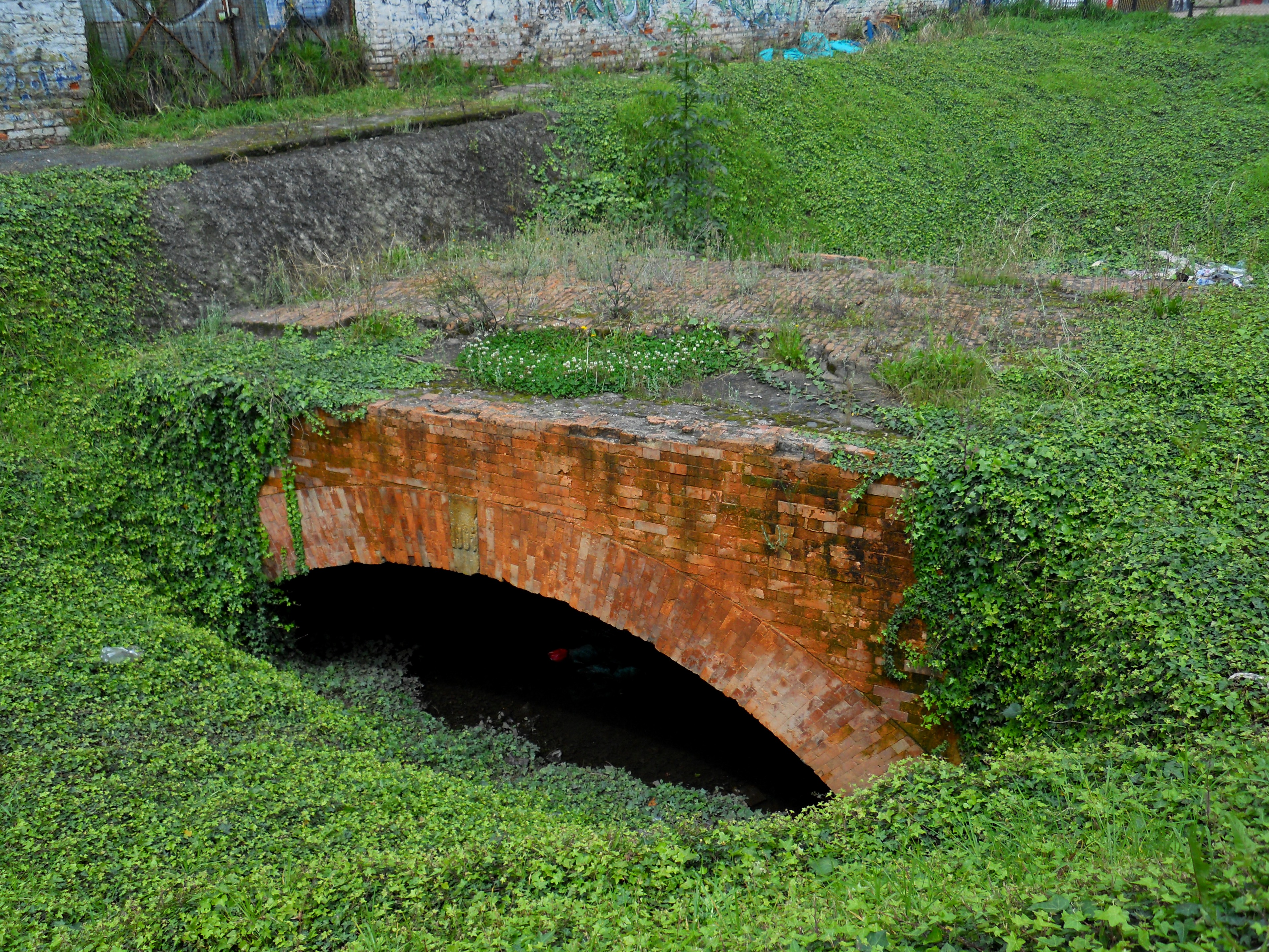
Puente Las Aguas, rebautizado Boyacá

- Puente Las Aguas, rebautizado BoyacáPuente colgante de Santander, 1879: Carrera 4.
- Puente de Gutiérrez (de Latas), 1846: Carrera 6

### Entre las carreras 7 y 10
- Puente de San Miguel, más tarde Puente de San Francisco, 1551: Carrera 7.
- Puente de Cundinamarca, 1858: Carrera 8.
- Puente Nuevo (Baraya), sin fecha.: Carrera 9.
- Puente Filadelfia, sin fecha: Carrera 10.

### Abajo de la carrera 10
- Puente de los Micos 1858: calle 13.
- Puente de San Victorino, 1791: calle 12.
- Puente de Acevedo Gómez, 1882: carrera 12 con calle 11.
- Puente de los Mártires, 1873: calle 10 con carrera 12
- Puente Núñez, 1886: calle 9 con carrera 12.
- Puente Arrubla, sin fecha: calle 8 con Carrera 12.
- Puente Caldas, sin fecha: calle 7 con Carrera 12.
- Puente Uribe, 1892: carrera 13.

### Afuera de la Santa Fe colonial
- Puente de Aranda[5]